# کوه بلامی
کوه بلامی (به لاتین: Mount Bellamy) یک کوه است که در پاپوآ گینه نو واقع شده‌است. کوه بلامی ۲٬۲۵۰ متر بالاتر از سطح دریا واقع شده‌است.